# Mimotesthus delkeskampi
Mimotesthus delkeskampi är en skalbaggsart som beskrevs av Stefan von Breuning 1961. Mimotesthus delkeskampi ingår i släktet Mimotesthus och familjen långhorningar. Inga underarter finns listade i Catalogue of Life.